# Кубок Министерства обороны России по современному пятиборью 2013
I Кубок Министерства обороны РФ по современному пятиборью проводился в Москве 8 сентября 2013 года. Соревнования проводились в один день.
Для первого в истории Кубка Министерства обороны организаторы выбрали формат, давно и успешно применяемый в мировом спорте: взяли один из самых зрелищных видов программы пятиборья — смешанную эстафету — и пригласили по 10 ведущих пятиборцев мира у мужчин и женщин, приготовив для них солидный призовой фонд — 50 000 долларов США (победители получали 14 000). 
Подобные турниры давно и с успехом проводят, например, биатлонисты: достаточно вспомнить немецкую «Рождественскую гонку» или российскую «Гонку чемпионов».

Элита мирового пятиборья откликнулась с готовностью. В Москву, где многие бывали на другом коммерческом старте — летнем «Кубке Кремля», приехали традиционно сильные в смешанных эстафетах украинцы Виктория Терещук и Павел Тимошенко, победители недавнего чемпионата мира-2013 в личном зачете литовцы Лаура Асадаускайте и чемпион мира-2013 Юстинас Киндерис, немка Лена Шонеборн и другие.

Россия на правах страны-хозяйки выставила три дуэта. В состав первого вошли опытные Доната Римшайте и Сергей Карякин, наконец оправившийся от полученной ещё в мае травмы бедра. Пару другому лидеру мужской сборной России Илье Фролову составила Людмила Кукушкина (оба спортсмена являются военнослужащими Вооруженных Сил). В третий дуэт объединились представители нового поколения российского пятиборья — Дмитрий Лукач и Алисэ Фахрутдинова. Не хватало разве что чемпиона мира-2012 Александра Лесуна. Но призёр ЧМ-2013, большую часть сезона выступавший на фоне проблем со здоровьем, решил взять паузу и отдохнуть.

## Фехтование. Плавание Верховая езда
Российские пятиборцы провели турнир по-хозяйски. Римшайте и Карякин возглавили таблицу после первого же вида — фехтования, опередив Лукача и Фахрутдинову. А после второго вида — плавания — в первую тройку подтянулись и Фролов с Кукушкиной. На базе ЦСКА атмосфера такая, что, казалось, соперники сами готовы валить лошадей на препятствия и валиться на финише. Там — военные, тут — гимн, да ещё девушки в форме (кто в военной, кто в спортивной), да к тому же «победит сильнейший» и «вы — гордость России» из динамиков. После конкура в тройке лидеров меняется порядок Фахрутдинова и Лукач догнали более опытных и титулованных партнеров по команде по итогам конкура и возглавили турнирную таблицу.
Наши спортсмены очень волновались, так как зрители очень переживали и эмоционально громко поддерживали россиян. Людмила Кукушкина честно признается, что забыла надеть галстук во время выступлений на лошади. «Так в кармане и оставила», — смеется Люда. Доната Римшайте предлагает кому-то из мужчин пробежать за неё. «А уж отстреляю я без проблем», — шутит Доната.
Очень неудачно выступали украинские спортсмены чемпионы мира Виктория Терещук и Павел Тимошенко. Много ошибок было допущено на верховой езде и тем самым потеряны все шансы на призовое место.

## Комбайн
Алисэ Фахрутдинова и Дмитрий Лукач на дистанцию заключительного вида программы пятиборья — комбайна — ушли первыми.
Две другие российские команды стартовали вместе, уступая лидерам 9 секунд, не потеряли шансов на успех также сборные Германии (24 секунды) и Латвии (33 секунды).
Первая стрельба положения лидеров не изменила, хотя Римшайте несколько сократила разрыв от Фахрутдиновой. А уже после второй стрельбы Доната вышла на первое место. Сергей Карякин сохранил преимущество и даже увеличил его. Последняя стрельба ему не совсем удалась, однако к этом у времени его победа уже не вызывала сомнений. Сборная России, имевшая условный первый номер, уверенно первой и финишировала. Вторым финишный створ пересек Дмитрий Лукач, а вот Илья Фролов на последнем огневом рубеже уступил было третье место немцу Фабиану Ляйбигу. Но не зря Илья, считается одним из лучших бегунов в российской команде. У чемпиона мира-2008 не пошла стрельба, из-за чего на последнем огневом рубеже он в борьбе за бронзу пропустил вперед немца Фабиана Ляйбига. Однако на самом финише Илья сумел вернуть себе третью позицию, обеспечив первому Кубку Министерства обороны чисто российский пьедестал. Получилось так же как и двумя неделями ранее на чемпионате мира в Гаосюне (Тайвань) Фролов сумел опередить соперника и втянуть нашу команду на пьедестал почета (третье место).
Другие команды не смогли составить конкуренцию трем нашим командам, настолько велико было их преимущество.
— Честно говоря, думал, уже не догоню, — признается запыхавшийся Илья, когда все закончилось, — но у меня выбора не было. Я же ЦСКА представлял, а здесь Кубок Мин-обороны. Подсобрался, и тут как раз немец неудачно в поворот вошёл.

## Итоги
— Мы стали свидетелями исторического турнира, — сказал после финиша президент Федерации современного пятиборья России Вячеслав Аминов. — Во-первых, это был первый международный турнир для смешанных команд на призы Министерства обороны РФ. А кроме того, впервые в истории российского пятиборья наши спортсмены заняли на турнире такого уровня весь пьедестал почёта. Мне уже звонили из Международного союза современного пятиборья и поздравляли с этим прекрасным результатом, а также с отличной организацией соревнований. Я в свою очередь хотел бы поблагодарить министра обороны РФ генерала армии Сергея Шойгу, его заместителей Аркадия Бахина и Руслана Цаликова, начальника Управления физической подготовки ВС РФ Олега Боцмана, а также начальника ЦСКА Владимира Лукашова, без чьей помощи и поддержки нам не удалось бы провести турнир на столь высоком уровне. Федерация современного пятиборья России и Министерство обороны РФ — одна семья. Наш вид спорта — базовый для Министерства обороны. Мы завершили первый в истории турнир, но я уверен, что он станет ежегодным и традиционным.
- Итоговая турнирная таблица.

| Место | Спортсмен                        | Страна   | Фехтование | Плавание     | Комбайн       | Сумма очков |
| ----- | -------------------------------- | -------- | ---------- | ------------ | ------------- | ----------- |
| 1.    | Доната Римшайте Сергей Карякин   | Россия   | 964        | 2:01.94/1340 | 11:48.60/2368 | 5752        |
| 2.    | Алисэ Фахрутдинова Дмитрий Лукач | Россия   | 892        | 1:59.35/1368 | 12:09.00/2284 | 5704        |
| 3.    | Людмила Кукушкина Илья Фролов    | Россия   | 838        | 1:58.29/1384 | 12:14.20/2264 | 5646        |
| 4.    | SCHONEBORN Лена ЛИБИХ F.         | Германия | 820        | 2:01.51/1344 | 12:00.30/2320 | 5644        |
| 5.    | ASADAUSKAITE. L КИНДЕРИС. J      | Литва    | 748        | 2:02.45/1332 | 11:28.90/2448 | 5608        |